# John Colicos
John Colicos (Toronto, 10 de dezembro de 1928 – Toronto, 6 de março de 2000) foi um ator canadense. Ele é particularmente lembrado por dois papéis marcantes em produções televisivas de ficção científica: o Klingon Kor, em Star Trek-TOS e em Deep Space Nine, e o Conde Baltar, no filme e na série original de TV Battlestar Galactica.

## Filmografia
- Anne of the Thousand Days (1970)
- Raid on Rommel (1971)
- Red Sky at Morning (1971)
- Doctors' Wives (1971)
- The Wrath of God (1972)
- Scorpio (1973)
- Drum (1976)
- Breaking Point (1976)
- Phobia (1980)
- The Changeling (1980)
- The Postman Always Rings Twice (1981)